# Vlad Hagiu
Vlad Hagiu (n. 29 martie 1963, București, România) este un antrenor și fost jucător de polo pe apă care a concurat la Jocurile Olimpice de vară din 1996.

## Realizări

### Jucător
Dinamo București
- Superliga: 1979, 1980, 1982, 1983, 1984, 1987, 1988, 1989, 1990, 1997
- LEN Cup Winners' Cup fonalisz: 1986

România
- Campionatul European de Polo pe apă: Locul 4: 1993

### Individual
- Cel mai bun marcator al Campionatului Mondial din 1991: 25 de goluri.[5]

### Antrenor principal
România
- Campionatul European de Polo pe apă: locul 4: 2006

Steaua București
- Cupa României: 2009